# Windows Presentation Foundation
De Windows Presentation Foundation (of WPF), vroeger aangeduid met de codenaam Avalon, is het grafische subsysteem dat een onderdeel is van het .Net Framework versie 3 van Microsoft. WPF maakt een beter ontwerp van besturingselementen (zoals dialoogvensters, knoppen en keuzelijsten) mogelijk, vooral door het gebruik van een vectorieel grafisch systeem. Hierdoor kunnen vensters herschaald worden, niet alleen maar groter of kleiner gemaakt. Daarnaast introduceert WPF een nieuw programmeermodel XAML (uitgesproken als zammel), waarmee op een nieuwe manier gebruikersinterfaces kunnen worden gebouwd.